# Fontaine du square Tolstoï

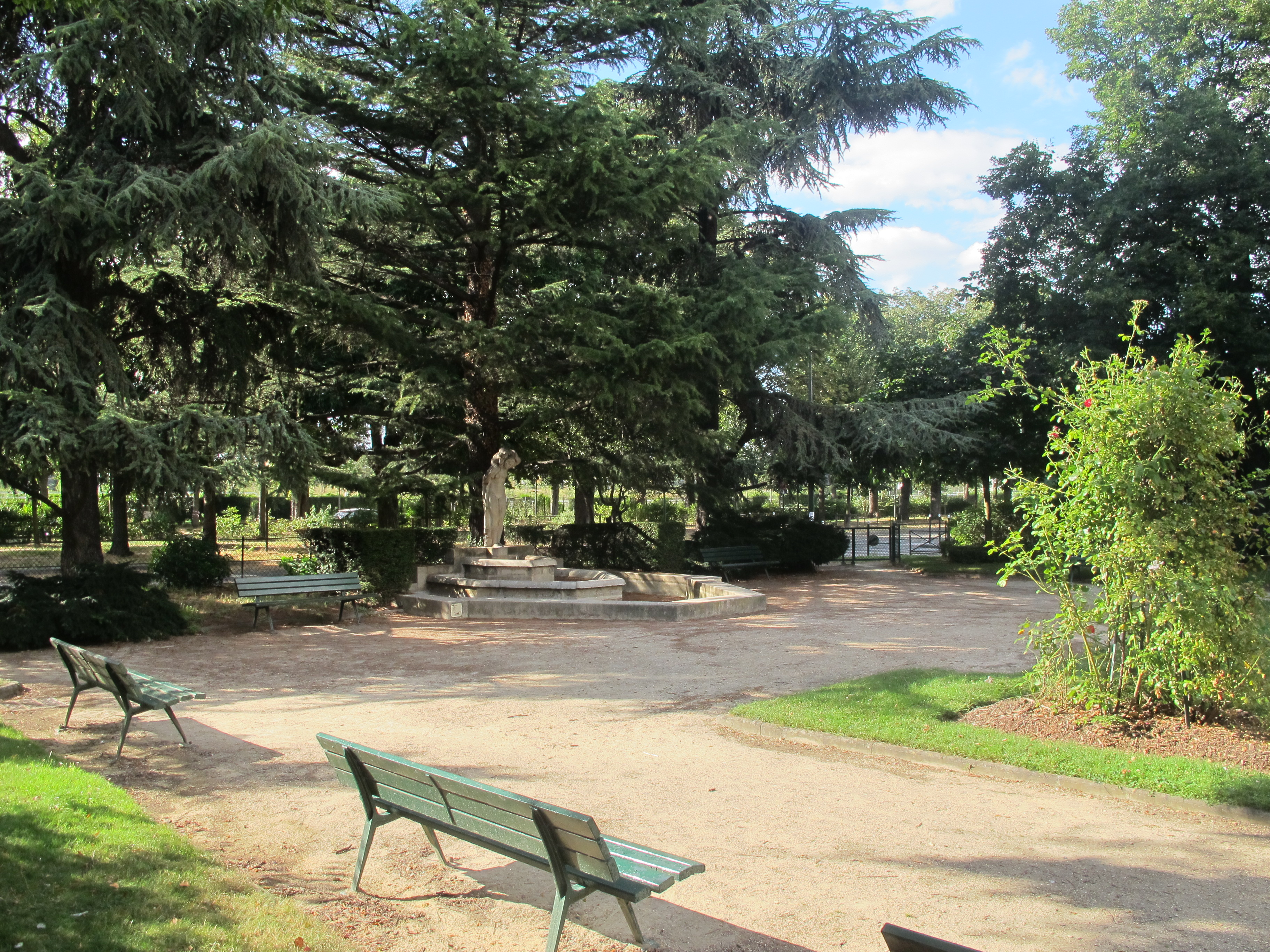
Le square avec la fontaine.

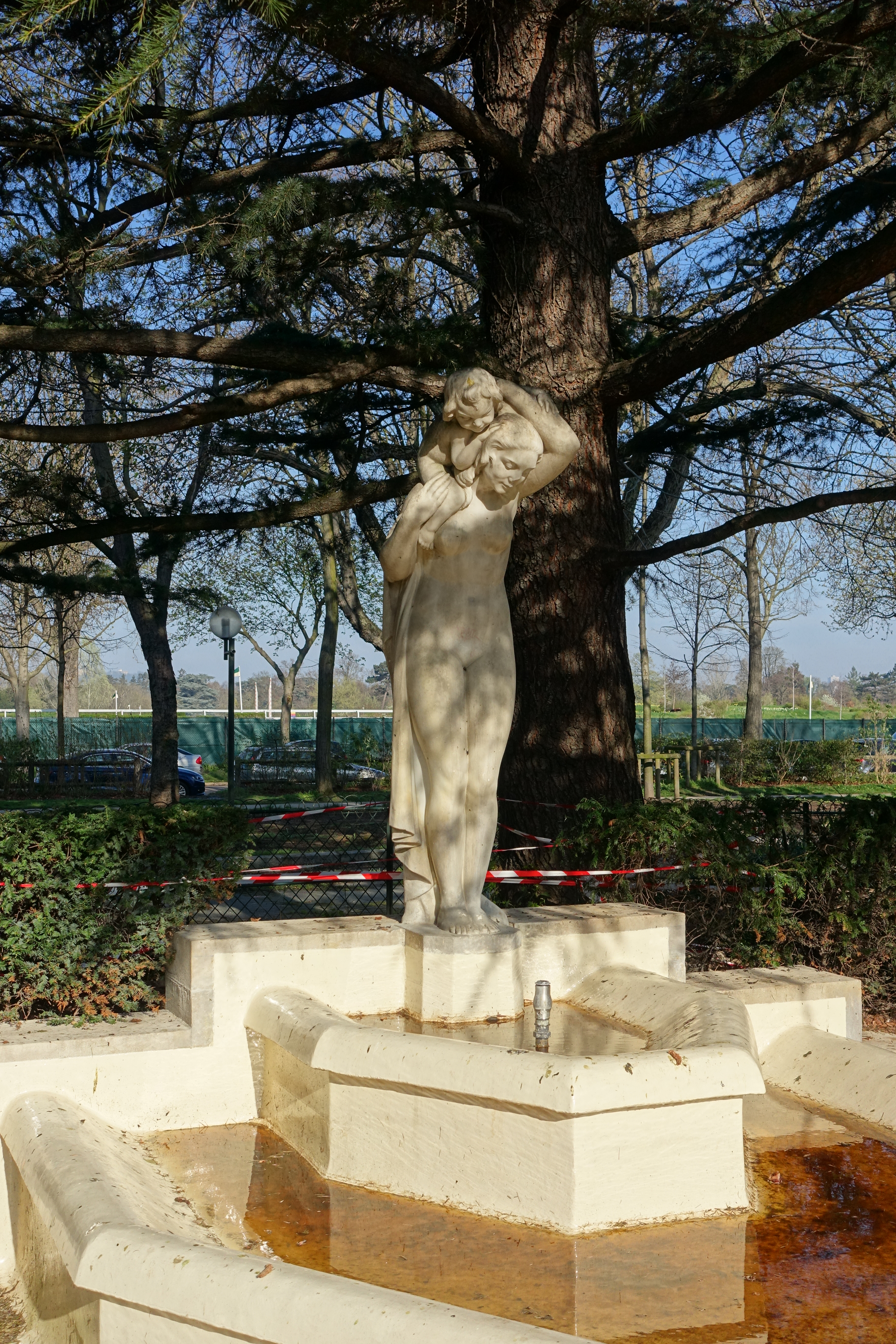
Détail de la statue.

La fontaine du square Tolstoï est une fontaine située dans le square Tolstoï, le long du boulevard Suchet, dans le 16e arrondissement de Paris.

## Historique
Le square Tolstoï est créé en 1934, en l'honneur de l'écrivain russe Léon Tolstoï,. La fontaine fait partie des premiers aménagements du square.
Ce site est desservi par les stations de métro Jasmin (ligne 9) et Porte d'Auteuil (ligne 10).

## Description
La fontaine est constituée de « trois bassins hexagonaux emboîtés l'un dans l'autre à la manière des poupées russes ». Elle est surplombée par une sculpture en marbre, œuvre de Charles Georges Cassou (1934) et intitulée Femme et enfant,.